# Hugo Scrayen
Hugo Scrayen (Wintershoven, 19 april 1942) is een Belgisch voormalig wielrenner, die als professional actief was van 1960 tot 1967.
In de jaren 60 maakte hij zijn overstap naar het profpeloton waar hij ploegmaat werd van Rik Van Steenbergen bij de Belgische Solo-ploeg. De Belg kende zijn grootste successen op de piste alwaar hij enkele Belgische titels op zijn naam schreef. Hij won ook de GP Zele in 1963.

## Resultaten in voornaamste wedstrijden
| Jaar | Gent-Wevelgem | Ronde van Vlaanderen | Parijs-Roubaix | Parijs-Tours |
| ---- | ------------- | -------------------- | -------------- | ------------ |
| 1962 |               |                      |                | 71e          |
| 1963 |               |                      | 78e            | 15e          |
| 1964 | 31e           | 42e                  |                |              |
| 1965 |               |                      |                |              |